# (32613) Tseyuenman
(32613) Tseyuenman est un astéroïde de la ceinture principale.

## Description
(32613) Tseyuenman est un astéroïde de la ceinture principale. Il fut découvert le 27 août 2001 à l'observatoire Desert Eagle par William Kwong Yu Yeung. Il présente une orbite caractérisée par un demi-grand axe de 2,32 UA, une excentricité de 0,16 et une inclinaison de 1,9° par rapport à l'écliptique.